# Liste der National Historic Landmarks in Montana
Diese vollständige Liste der National Historic Landmarks in Montana führt alle Objekte und Stätten im US-amerikanischen Bundesstaat Montana auf, die in diesem US-Bundesstaat als National Historic Landmark (NHL) eingestuft sind und unter der Aufsicht des National Park Service stehen. Die Stätten werden nach den amtlichen Bezeichnungen im National Register of Historic Places geführt.

## Legende
| NHL  | National Historic Landmark          |
| NHLD | National Historic Landmark District |
| NHS  | National Historic Site              |
| NMON | National Monument                   |

## Derzeitige NHLs in Montana
|    | Name der Stätte                                                 | Bild                                                          | Jahr          | Ort                                                     | County                            | Beschreibung |
| -- | --------------------------------------------------------------- | ------------------------------------------------------------- | ------------- | ------------------------------------------------------- | --------------------------------- | --- |
| 1  | Bannack Historic District                                       | Bannack, Montana: eine gute erhaltene Geisterstadt.           | 4. Juli 1961  | Bannack 45° 9′ 40″ N, 112° 59′ 44″ W                    | Beaverhead                        | Gedenkstätten-Ensemble: eine gute erhaltene Geisterstadt aus einem kurzlebigen Goldrausch und ehemalige Hauptstadt von Montana. |
| 2  | Butte Historic District                                         | Butte                                                         | 4. Juli 1961  | Butte 46° 0′ 59,3″ N, 112° 32′ 10″ W                    | Silver Bow                        | Gedenkstätten-Ensemble: „Boomtown“ um Kupfer-Bergwerke. |
| 3  | Camp Disap- pointment                                           |                                                               | 23. Mai 1966  | Browning                                                | Glacier                           | Nördlichster Punkt der Lewis-und-Clark-Expedition 1806. |
| 4  | Chief Joseph Battle- ground of Bear's Paw                       | Bear Paw Battlefield                                          | 7. Juni 1988  | Chinook 48° 22′ 39″ N, 109° 12′ 33,8″ W                 | Blaine                            | Gedenkstätte für das Ende des Feldzugs gegen die Nez Percé. |
| 5  | Chief Plenty Coups Home                                         | Heim von Chief Plenty Coups an Chief Plenty Coups State Park. | 20. Jan. 199  | Pryor 45° 25′ 35″ N, 108° 32′ 53,9″ W                   | Big Horn                          | Historisches Wohnhaus (1884–1932) von Häuptling Plenty Coups (Alek-Chea-Ahoosh) der Crow-Indianer. |
| 6  | Fort Benton                                                     |                                                               | 5. Nov. 1961  | Fort Benton                                             | Chouteau                          | Gedenkstätten-Ensemble: Pelzhandelsposten der American Fur Company. |
| 7  | Going-to-the-Sun Road                                           | Going-to-the-Sun-Passstrasse                                  | 18. Dez. 1997 | Glacier National Park 48° 44′ 0″ N, 113° 46′ 0″ W       | Flathead und Glacier              | Passstraße durch den Glacier-Nationalpark zur Erschließung des Hochgebirges für Touristen. Sie gilt wegen der Einfügung in die Landschaft und der Gestaltung der Kunstbauten als Meisterwerk der Ingenieure und Landschaftsplaner. |
| 8  | Grant-Kohrs Ranch                                               | Foto eines Zauns und Ranch-Gebäude der Grant-Kohrs-Ranch.     | 19. Dez. 1960 | Deer Lodge 46° 24′ 30″ N, 112° 44′ 22″ W                | Powell                            | Ranch aus der Hochzeit der Cowboys und des Wilden Westens. |
| 9  | Great Falls Portage                                             |                                                               | 23. Mai 1966  | Great Falls                                             | Cascade                           | Gedenkstätten-Ensemble: Wichtige Portage auf der Lewis-und-Clark-Expedition. |
| 10 | Great Northern Railway Buildings                                | Granite Park Chalet                                           | 28. Mai 1987  | Glacier National Park 48° 46′ 5,2″ N, 113° 46′ 11,4″ W  | Flathead                          | Gedenkstätten-Ensemble aus fünf Hotels und Chalets in und um den Glacier-Nationalpark aus den Anfangstagen des Tourismus. - Granite Park Chalet - Many Glacier Hotel - Sperry Chalet - Two Medicine Store - Belton Chalet          |
| 11 | Hagen Site                                                      |                                                               | 19. Juli 1964 | Glendive                                                | Dawson                            | Nicht-ausgegrabene Archäologische Fundstätte: Die Untersuchung des ehemaligen Dorf der Crow-Indianer könnte klären, in welchem Umfang die Prärie-Indianer Ackerbau betrieben.                                                      |
| 12 | Lake McDonald Lodge                                             | Kronleuchter in der Lobby der Lake McDonald Lodge             | 28. Mai 1987  | Glacier National Park 48° 36′ 55,4″ N, 113° 52′ 41,2″ W | Flathead                          | Historisches Hotel im Glacier-Nationalpark. |
| 13 | Lemhi Pass                                                      | Blick vom Lemhi Pass gegen Osten                              | 9. Okt. 1960  | Tendoy, ID 44° 58′ 29″ N, 113° 26′ 40,9″ W              | Beaverhead (MT) und Lemhi (ID)    | Gebirgspass an der Grenze von Montana und Idaho. Siehe unter: Idaho. |
| 14 | Lolo Trail                                                      | Lolo Pass an der Grenze von Idaho und Montata                 | 9. Okt. 1960  | Lolo Hot Springs, ID 46° 38′ 7″ N, 114° 34′ 47″ W       | Missoula (MT) und Clearwater (ID) | Gebirgspass, an dem die Lewis-und-Clark-Expedition den Hauptkamm der Rocky Mountains überschritt. |
| 15 | Northeast Entrance Station                                      | Nördliche Eingangsstation des Yellowstone-Nationalparks       | 28. Mai 1987  | Yellowst. National Park 45° 0′ 10,1″ N, 110° 0′ 33,1″ W | Park                              | Historische Ranger-Station von 1935 am Nordost-Eingang des Yellowstone-Nationalpark. |
| 16 | Pictograph Cave                                                 |                                                               | 19. Juli 1964 | Billings 45° 44′ 12″ N, 108° 25′ 47″ W                  | Yellowstone                       | Archäologische Fundstätte, die von 2600 v. Chr. bis etwa dem Jahr 1800 durchgehend besiedelt war. |
| 17 | Pompey's Pillar                                                 | Pompey's Pillar National Monument                             | 23. Juli 1965 | Pompey's Pillar 45° 59′ 43″ N, 108° 0′ 20″ W            | Yellowstone                       | Markanter Sandsteinfelsen am Yellowstone River. Rastplatz von William Clark auf der Rückkehr von der Lewis-und-Clark-Expedition.                                                                                                   |
| 18 | Rankin Ranch                                                    |                                                               | 11. Mai 1976  | Avalanche Gulch                                         | Broadwater                        | Ranch und Wohnhaus von Jeanette Rankin, der ersten weiblichen Abgeordneten im Repräsentantenhaus. Sie war auch das einzige Mitglied, das 1941 gegen die Kriegserklärung gegen Japan war.                                           |
| 19 | Rosebud Battlefield-Where the Girl Saved Her Brother            |                                                               | 16. Aug. 2008 | Kirby 45° 13′ 17″ N, 106° 59′ 21″ W                     | Big Horn                          | Stätte des Battle of the Rosebud. |
| 20 | Russell House and Studio                                        |                                                               | 21. Dez. 1965 | Great Falls 47° 30′ 34,7″ N, 111° 17′ 9,3″ W            | Cascade                           | Wohnhaus und Studio des Malers Charles M. Russell. |
| 21 | Three Forks of the Missouri                                     | Zusammenfluss von Madison River und Jefferson River           | 9. Okt. 1960  | Three Forks 45° 55′ 39″ N, 111° 30′ 18″ W               | Gallatin                          | Anfang des Missouri Rivers aus dem Zusammenfluss von drei Quellarmen. |
| 22 | Travelers Rest                                                  |                                                               | 9. Okt. 1960  | Lolo 46° 45′ 0″ N, 114° 5′ 20″ W                        | Missoula                          | Rastplatz der Lewis-und-Clark-Expedition in der Bitterrootkette. |
| 23 | Virginia City Historic District                                 | Virginia City                                                 | 4. Juli 1961  | Virginia City 45° 17′ 37″ N, 111° 56′ 41″ W             | Madison                           | Gedenkstätten-Ensemble aus mehr als 200 historischen Gebäuden in der Hauptstadt Montanas während der 1860er-Jahre. |
| 24 | Burton K. Wheeler House                                         |                                                               | 8. Dez. 1976  | Butte 46° 0′ 20,3″ N, 112° 31′ 17,4″ W                  | Silver Bow                        | Wohnhaus des langjährigen Senators von Montana Burton K. Wheeler. |
| 25 | Wolf Mountains Battlefield-Where Big Crow walked Back and Forth |                                                               | 6. Okt. 2008  | Birney 45° 17′ 17,6″ N, 106° 34′ 53,3″ W                | Rosebud                           | Stätte des Battle of Wolf Mountain. |